# Escola neoplatônica de Roma

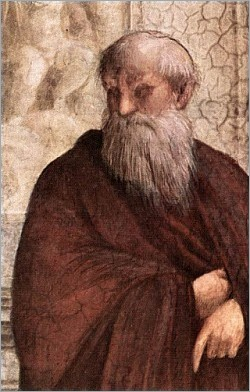
Plotino, fundador da escola neoplatônica de Roma

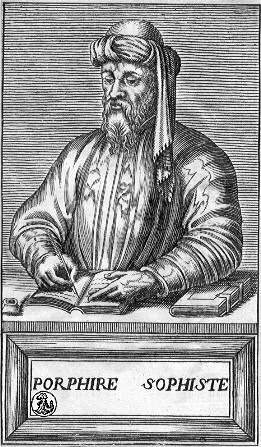
Porfírio

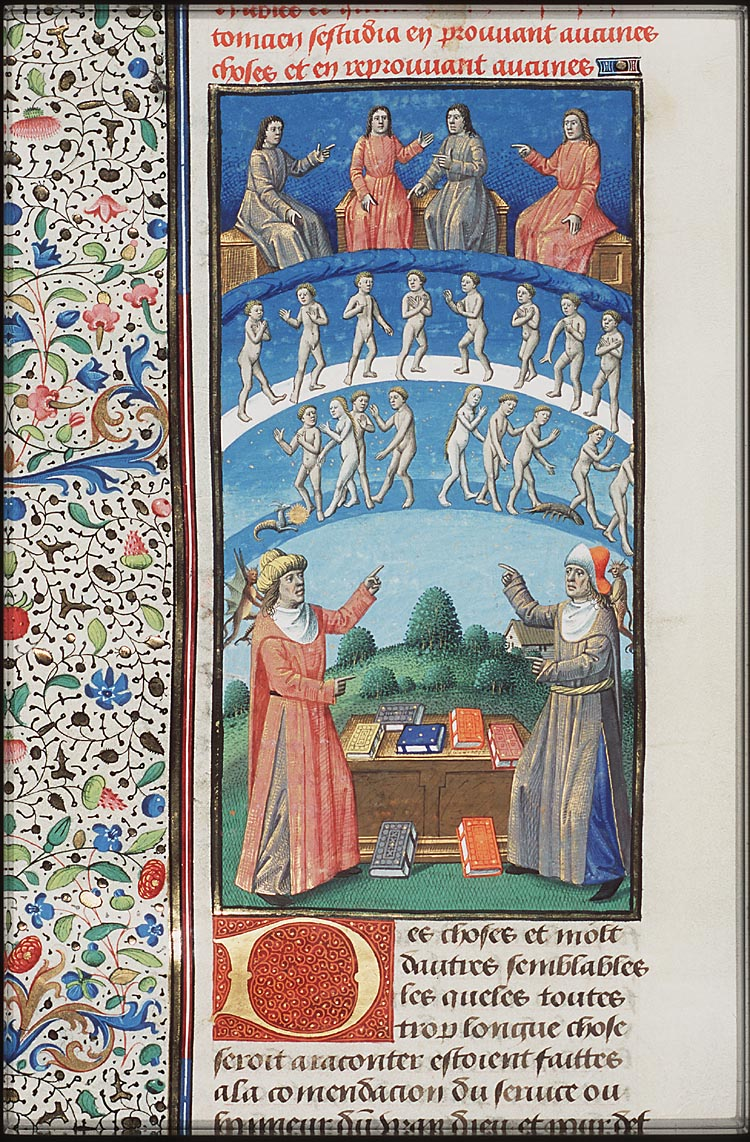
Plotino e Porfírio

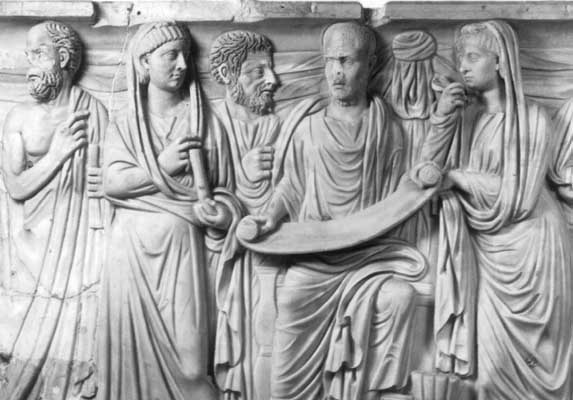
Plotino e discípulos

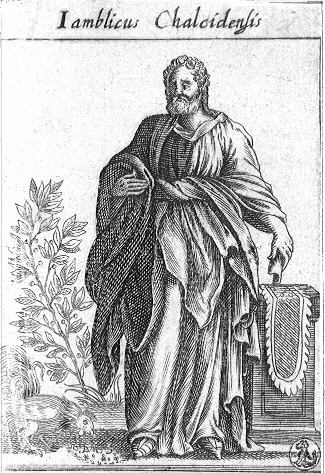
Jâmblico, fundador da escola neoplatônica Síria

A Escola neoplatônica de Roma surgiu quase que como um desdobramento da Escola neoplatônica de Alexandria. Ela foi fundada em 244, pelo mais próximo dos discípulos de Amônio Sacas, Plotino e reuniu pensadores neoplatônicos residentes em Roma, durante os séculos III e IV e suas principais figuras filosóficas foram:

## Principais expoentes da escola
- Plotino, Fundador da escola e mestre de Porfírio, mestre de Amélio da Toscana,[1] mestre de Rogaciano, etc.;
- Porfírio de Tiro, secretário de Plotino, segundo diretor (Escolarca) da escola, em substituição ao mestre, em 270 e editor da obra de Plotino, por volta de 300;
- Jâmblico, o ogdoático, discípulo de Porfírio, partiu para Apameia na Síria por volta de 313, onde abriria a Escola neoplatônica Síria;
- Cornélio Labeão ( século III).

## Antecedentes
A Escola neoplatônica de Alexandria fundada em 232, por Amônio Sacas (175-243), com isso surgia o neoplatonismo, um sistema filosófico considerado não somente como uma manifestação tardia do Platonismo, mas também, uma combinação das doutrinas filosóficas de Pitágoras, Aristóteles e Zenão de Cítio. Segundo declarara Amônio este ensinamento "datava dos tempos de Hermes, que os trouxera da Índia". Atesta ainda que a filosofia neoplatônica, além de sofrer a influência direta da filosofia de Pitágoras, Aristóteles e Zenão, inspirara-se nasEscolas de Mistérios gregas e egípcias, e seu principal objetivo era promover e "reconciliar todas as religiões, seitas e nações sob um sistema comum de ética fundamentada em verdades eternas".

## Histórico
Amônio Sacas morreu em 243, neste mesmo ano Plotino, deixa Alexandria e, acompanhando as tropas do imperador romano Gordiano III (238-244) em suas campanhas contra o Império Sassânida, segue em direção à Pérsia no intuito de aprimorar seus conhecimentos. Com o fracasso e a consequente morte de Gordiano III, Plotino, após uma breve estadia em Antioquia, vai para Roma e lá abre a sua escola (244). Ele chega em Roma com seus 40 anos de idade e lá permaneceria por dez anos.
Durante este período Plotino, mantém uma longa correspondência com o filósofo Cássio Longino e têm como discípulos, entre outros, a Porfírio; Amélio da Toscana; os médicos Eustóquio de Alexandria, Paulino de Citópolis e Zeto (este último um genro de Teodósio, amigo de Amônio Sacas); Zótico (crítico e poeta); Gentiliano; os senadores Castrício Firmo, Marcelo Orôncio, Sabinilo e Rogaciano; Serapião de Alexandria; Anficleia, esposa de Aristo, filho de Jâmblico, etc. Por esta escola também teria passagem, durante certo tempo,Agostinho de Hipona.
A escola e seu fundador ganharam notoriedade e o respeito de Galiano e sua esposa Salonina, e com isso a probabilidade de criar em Campânia, aquela que seria conhecida como a "Cidade dos Filósofos", ou Platonópolis, onde os habitantes viveriam sob uma constituição baseada nos ensinamentos de A República de Platão. Por alguma razão o subsídio imperial nunca foi concedido, como atestaria depois Porfírio.
Após a morte de Plotino a direção da escola ficou a cargo de seu discípulo, Porfírio que tomou a frente da escola. Porfírio havia chegado em Roma no ano de 262, atraído, como tantos, pela reputação de Plotino. Segundo Eunápio, Porfírio, depois de haver estudado aos pés de Plotino, tomou horror ao próprio corpo e velejou rumo à Sicília, seguindo a mesma rota deOdisseu. Tempos depois, convencido por Plotino retornou à Roma e retomou seus estudos. Passou depois a lecionar e, quando à morte de Plotino, ele o sucedeu como diretor da escola e empenhou-se em organizar os trabalhos de se mestre. (Peri Plōtínou bíou kai tēs táxeōs tōn biblíōn autoú (Vita Plotini: A Vida de Plotino).
Neste período, o mais conhecido dos discípulos de Porfírio, foi Seu maior pupilo foi Jâmblico, originário da Síria, com o qual diferia em relação à teurgia. Outros, igualmente importantes, seguiram-se como Edésio da Capadócia, que abriria uma escola em Pérgamo, Plutarco, que abriria uma escola em Atenas e posteriormente Proclo, etc.
Plotino atingiu o ápice do ensinamento de seu mestre Amônio Sacas. Dele, diz Porfírio que ”...tinha vergonha de estar em um corpo”, corroborando propriamente com as palavras de Plutarco de Queronéia, quando dizia: "O corpo é o instrumento da alma e a alma o instrumento de Deus, psyche organon theou!"

## Traços filosóficos
Plotino e Porfírio viam a prática religiosa, se bem entendido, como indigno do sábio, porque ensinavam que o homem é capaz de atingir o Uno pela elevação espiritual (no entanto, Jâmblico, Proclo, e a escola neoplatônica de Atenas esforçavam-se para observar tanto quanto religiosamente possível, os ritos tradicionais) (Pierre Hadot)..
Após o platonismo Médio, a escola neoplatônica de Roma tenta encontrar um elo entre Platão e Aristóteles (Platão e Aristóteles não contrariam-se em substância) ou, mais especificamente, buscam um aprofundamento das relações (a lógica de Aristóteles é uma preparação para a teologia de Platão).

"Finalmente brilhou sabedoria de Amônio, que é celebrado sob o nome de "inspirado por Deus." Foi ele, de fato, que, purificando as opiniões dos antigo filósofos e suas aspirações, desfez os choques existentes de ambos os lados, estabeleceu a harmonia entre as doutrinas de Platão e Aristóteles no que elas continham em sua essencial fundamental... Era Amônio de Alexandria, a inspiração de Deus, que primeiro, agarrando-se ansiosamente ao verdadeiro na filosofia, ergueu-se acima das opiniões vulgares, o que tornou a filosofia objeto de desprezo, bem entendido as doutrina de Platão e Aristóteles, reuniu-as em única fórmula filosófica, a qual entregou ao seu discípulo Plotino, Orígenes seus sucessores."
- Hiérocles de Alexandria,  no qual Eusébio citado por Fócio, Biblioteca, p. 127, 461.